# Rábatöttös
Rábatöttös é um município da Hungria, situado no condado de Vas. Tem 6,48 km² de área e sua população em 2015 foi estimada em 218 habitantes.